# Algarrobo (Chili)
Algarrobo is een gemeente in de Chileense provincie San Antonio in de regio Valparaíso. Algarrobo telde 13.817 inwoners in 2017 en heeft een oppervlakte van 176 km².